# Agathis ornaticeps
Agathis ornaticeps är en stekelart som beskrevs av Cameron 1912. Agathis ornaticeps ingår i släktet Agathis och familjen bracksteklar. Inga underarter finns listade i Catalogue of Life.